# Plaça dels Alliberadors (Jagüey Grande)
La Plaça dels Alliberadors (en castellà, Plaza de los Libertadores) és una plaça situada entre el carrer 13 i el carrer 60 de Jagüey Grande (Cuba), molt a prop de la Plaça Eleuterio Paz. La plaça ret homenatge als combatents, ja sigui cubans com estrangers, que van actuar a la ciutat durant la Guerra dels Deu Anys (1868-1878) i la Guerra d'Independència cubana (1895-1898). Al centre de la plaça hi ha una tarima on s'erigeix una xemeneia blanca de més de dos metres, que disposa d'una estrella blanca a la seva base. L'escultura està envoltada de detalls de jardineria com ara gespa i palmeres. Darrere, s'hi troba un mur amb l'escut del poble pintat sobre un mosaic de rajoles i, d'altra banda, diverses plaques metàl·liques amb noms de militars. Un exemple seria aquella que recull els noms dels qui van iniciar la revolta a Occident el 10 de febrer de 1869, o una altra que aplega el nom i la procedència de tots els combatents estrangers que lluitaren a Jagüey Grande durant les dues guerres que van precedir la independència de l'illa.

## Combatents internacionalistes a Jagüey Grande
| - Gral. José Inclán - Gral. Henry Reeve - Luciano Galbán - Antonio López - Francisco Escobar - Manuel Ruíz - Juan Gallardo - José Santeiro - Norbeto Pérez - Pedro Campo - José A. Fernández - (Àfrica) Cristóbal Mina - (Àfrica) Juan Gangá - (Àfrica) Agustín Gangá - Vicente Sant Marcont |  | - Gral. Máximo Gómez - Gral. José R. Castillo - Gral. Avelino Rosas - Gral. José Miró - Cor. Daniel Tabares - Cor. José Fernández Mayato - T.Cor. Ruperto Fernández Mayato - Antonio Abad de León - Cor. José Álvarez - T.Cor. Leopoldo H. Fromant - Dr. Honore Lainé - Tnt. Arturo Lara |  |  |